# Macrognathus lineatomaculatus
Macrognathus lineatomaculatus är en fiskart som beskrevs av Ralf Britz 2010. Macrognathus lineatomaculatus ingår i släktet Macrognathus och familjen Mastacembelidae. IUCN kategoriserar arten globalt som otillräckligt studerad. Inga underarter finns listade i Catalogue of Life.